# 14º Stormo
Il 14º Stormo è uno stormo di supporto dell'Aeronautica Militare dipendente dal Comando delle forze per la mobilità e il supporto di Roma e oggi ha sede presso l'aeroporto di Pratica di Mare.
Lo stormo, intitolato alla memoria del tenente pilota Sergio Sartoff,  è costituito da due gruppi (8º e 71º), il Centro Addestramento Equipaggi e il Gruppo Efficienza Aeromobili. Conduce missioni di sorveglianza aerea (Airborne Early Warning) con i velivoli CAEW,  rifornimento in volo, trasporto in biocontenimento e trasporto strategico con i velivoli KC767 e di trasporto tattico e radiomisure con i velivoli P-180.

## Storia

### Gli inizi

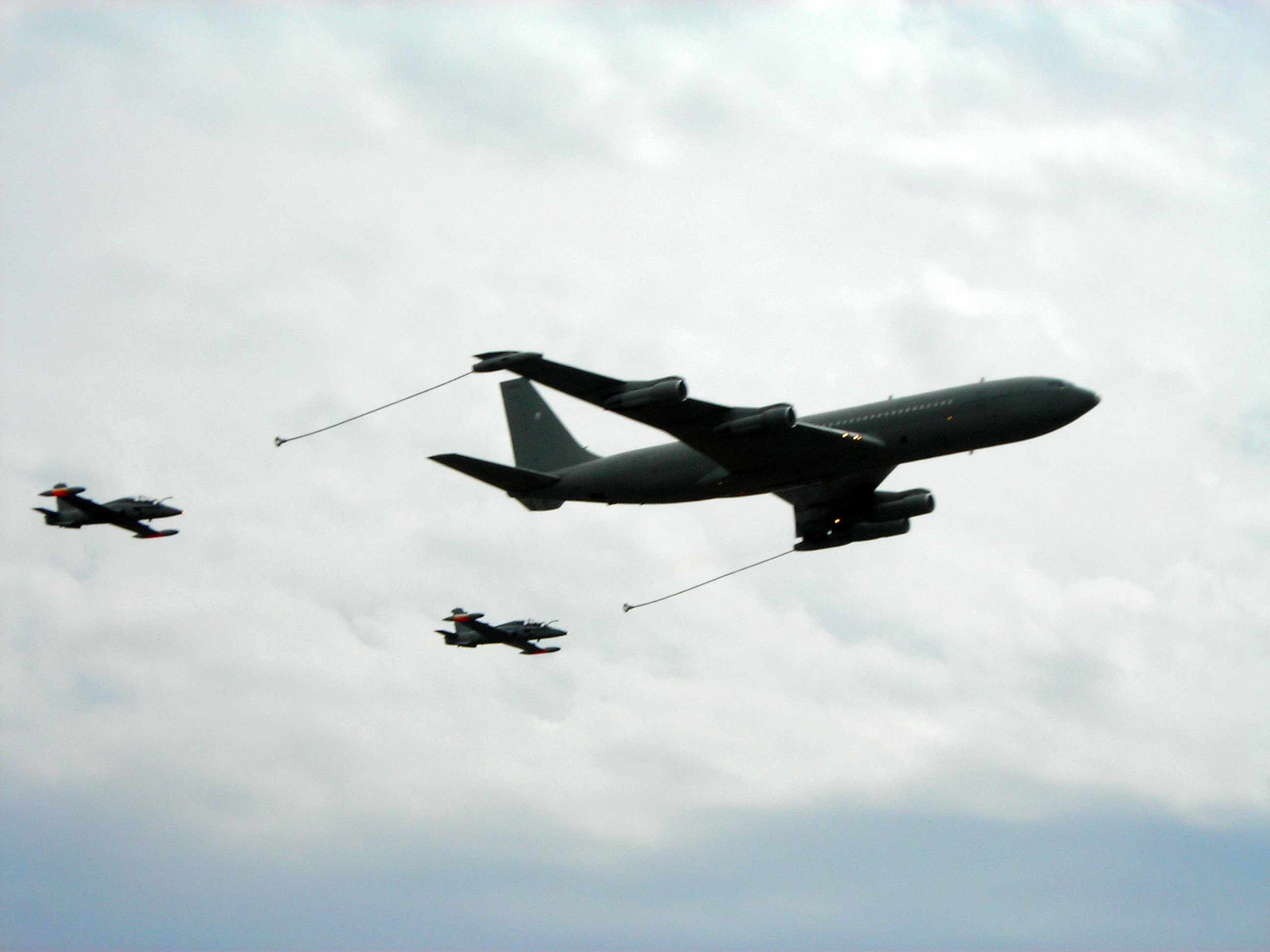
Un Boeing 707 mentre rifornisce due MB-339 durante la Giornata Azzurra del 2007

Il 14º Stormo da Bombardamento Misto venne costituito sull'aeroporto di Ferrara il 15 gennaio 1927 con il XXVII Gruppo Bombardieri Notturni (17ª Squadriglia e 18ª Squadriglia su Caproni Ca.36 e dal mese di giugno-luglio su Caproni Ca.73) ed il XLIV Gruppo Bombardieri Diurno (2ª Squadriglia, 6ª Squadriglia e 7ª Squadriglia su Fiat B.R. e dal 1º luglio 1928 22ª Squadriglia su Fiat B.R.1) al comando del Capitano Pilota Filippo Aliquo Mazzei dal gennaio all'aprile 1927. Dal 1º febbraio 1927 viene assegnata allo Stormo anche la 192ª Squadriglia da Bombardamento Marittimo dotata dei primi nove idrovolanti Savoia-Marchetti S.55 dell'idroscalo "Pier Luigi Penzo" di Puntisella di Pola che dal 1º luglio 1928 entra nel 27º Gruppo fino al 31 dicembre successivo.
Dall'aprile 1927 era al comando del Tenente Colonnello Ferruccio Rossi fino al gennaio 1928 e fino all'ottobre 1929 del Tenente Colonnello Mario Infante che dal mese di aprile al settembre 1928 è sostituito come comandante interinale dal Tenente Colonnello Aliquo Mazzei.
Il 10 maggio 1929 il 44º Gruppo va all'Aeroporto di Poggio Renatico sui Fiat B.R.2 ed il 27º Gruppo il 1º ottobre 1929 va all'Aeroporto di Gorizia.
Dall'ottobre 1929 era al comando del Colonnello Ettore Faccenda fino all'ottobre 1931.
Il 1º giugno 1931 il reparto diventa 14º Stormo Bombardamento Diurno della Regia Aeronautica, con il 44° (6ª e 7ª Squadriglia) ed il XLV Gruppo Gruppo (2ª e 22ª Squadriglia) su BR.2 ed alla metà del mese i suoi Gruppi tornano a Ferrara.
Dall'8 giugno 1932 il 44° transita su 22 Fiat B.R.3. 
Dall'ottobre 1931 era al comando del Colonnello Luigi Faronato fino all'ottobre 1933, poi del Tenente Colonnello Umberto Cappa fino all'ottobre 1934 e del Colonnello Vincenzo Magliocco fino al novembre 1935.
Il 25 novembre 1934 il 44° va a Gorizia.
Visto che il 14º Stormo A.O. è destinato per la Guerra d'Etiopia al comando del Colonnello Ermanno Bartolini dal novembre 1935 al 1º marzo 1936, nel settembre 1935 a Ferrara si formava il 14º Stormo Bis mentre lo stormo metropolitano dal settembre 1936 era al comando del Tenente Colonnello Umberto Gelmetti che passa il comando nel dicembre successivo. Il 44º Gruppo nello stesso mese riceve i Caproni Ca.133 per la 6ª e 7ª Squadriglia che passano i biplani B.R.2 e B.R.3 ai Gruppi bis dello Stormo, che ricevono anche alcuni addestratori Caproni Ca.100.

### Guerra d'Etiopia
Il 1º dicembre 1935 il 14º Stormo bombardamento diurno denominato Africa orientale per la Guerra d'Etiopia era così composto:
- XLIV Gruppo con la 6ª e 7ª Squadriglia provvisoriamente sull’Aeroporto di Ciampino Sud;
- XLV Gruppo con la 2ª e 22ª Squadriglia provvisoriamente sull’aeroporto di Ciampino Sud;
- XLIX Gruppo con le nuove 61ª Squadriglia e 64ª Squadriglia a Ferrara.

Successivamente il Comando di Stormo viene trasferito in Africa orientale lasciando in Italia i Gruppi XLV e XLIX. Pertanto alla fine di dicembre il Comando del 14º Stormo è costituito dal XLIV Gruppo.
Fra il 3 e il 4 dicembre il personale si imbarca per Massaua arrivando tra il 14 e il 20 dicembre. Le missioni di guerra iniziarono il 27 dicembre con il bombardamento da parte di due Caproni Ca.133 del villaggio di Encantò.
Al comando del tenente colonnello Umberto Baistrocchi dal 1º marzo 1936 al successivo mese di settembre operò dall'aeroporto dell'Asmara con aerei Caproni Ca.101 e Ca.133 fino al 1º ottobre 1936, schierando il 44º Gruppo e i nuovi 4º Gruppo volo (14ª Squadriglia e 15ª Squadriglia da bombardamento Caproni) e la Squadriglia di Stato maggiore Eritrea - Asmara dal 15 gennaio 1936 ed il 14 marzo successivo il XLIX Gruppo (61ª Squadriglia e 64ª Squadriglia), mentre invece il 27º Gruppo era stato sciolto in precedenza.

Il 1º marzo 1936 durante la Seconda battaglia del Tembien (27-29 febbraio 1936), nel cielo d'Abissinia, nella regione di Andino, a bordo di un Caproni Ca.101 contrassegnato dal numero 3 della 15ª Squadriglia, il Tenente Mario Mameli trovò la morte assieme al comandante dello stormo Tenente Colonnello Ermanno Bartolini, al Sergente motorista Carlo Cipollini e al Sergente r.t. Florio a causa di colpi di mitragliatrice, mentre risaliva le pendici del Monte Andino per neutralizzarne un nido.
Il 18 marzo successivo uno dei Caproni della 6ª Squadriglia su Quoram viene colpito dai cannoni della contraerea provocando il ferimento di tutto l'equipaggio e la morte dell'Aviere Scelto aiuto motorista Mario Tadini (militare).
Nella notte tra il 26 e il 27 giugno 1936 avviene l'Eccidio di Lechemti che fa registrare il maggiore numero di caduti dello Stormo.
Il 1º ottobre viene sciolto lo Stormo ed i suoi due Gruppi rimangono autonomi.
Nel frattempo, più precisamente nel gennaio 1936, lo Stormo bis va all'Aeroporto di Vicenza con il 44º Gruppo ed il 45º Gruppo temporaneamente a Gorizia. Nel febbraio 1936 inizia a ricevere i Savoia-Marchetti S.M.81 e dal 3 agosto successivo anche il 45º Gruppo arriva a Vicenza.

### Seconda guerra mondiale
Lo Stormo viene mandato dal novembre 1936 in Africa Settentrionale Italiana per l'Aeronautica della Libia - Est della 5ª Squadra aerea all'Aeroporto di Benina con 12 S.81 per ogni gruppo al comando del Ten. Col. Ettore Orlando dal dicembre 1936 fino al luglio 1939.
Il 3 aprile 1937, in una cerimonia a Roma, sul Vittoriano, alla presenza di Benito Mussolini e delle più alte autorità civili e militari, il re imperatore Vittorio Emanuele III consegnò al comandante dello Stormo, Ten. Col. Orlando, la Bandiera di Guerra.
Dal 18 maggio 1940 dispone di 12 aerei S.M.79 al 44º Gruppo.
Il 3 giugno 1940 era nel campo T.3 di El Adem (Tobruk oggi Base aerea Gamal Abd el-Nasser), al comando del Colonnello Giovanni Coppi dal luglio 1939 all'aprile 1941, era con il XLIV Gruppo (Ten. Col. Enrico Maramaldo della Minerva) con la 6ª Squadriglia (8 SM 79) e la 7ª Squadriglia (3 SM 79 e 4 SM 81) ed il XLV Gruppo (Magg. Ezio Berni) con la 2ª Squadriglia (8 SM 81) e la 22ª Squadriglia (7 SM 81).
Il reparto il 20 giugno va a Ain el-Gazala con il 44º ed il 45º Gruppo all'Aeroporto di Berca.
Dal 22 luglio il 45° va all'Aeroporto di Benina seguito dopo qualche giorno dal resto dello Stormo e successivamente a Timimi a 75 km da Derna (Libia) fino al 15 dicembre quando, dopo aver perso 12 militari tra cui il Tenente Sergio Sartof, ripiega su a Berka, il 30 a Benina e l'8 gennaio 1941 a Castel Benito (Aeroporto di Tripoli) fino alla metà di gennaio quando rientra in Italia via mare e via aerea.
Il personale che viaggiava via nave era partito l'11 gennaio da Tripoli per Bengasi con la motonave Città di Messina, ma quattro giorni dopo, alle due del pomeriggio, quest'ultima venne silurata ed affondata nel punto 32°59' N e 14°11' E (al largo di Misurata) dal sommergibile britannico Regent; la Centauro (torpediniera) che era di scorta, dopo aver evitato altri siluri lanciati contro di essa, provvide al salvataggio di 166 naufraghi.
Nel siluramento morirono un Sottufficiale e 152 Avieri.
Nelle battaglie compie numerose missioni subendo perdite notevoli, motivo per cui, il 15 gennaio 1942, viene nuovamente sciolto quando era al comando del Colonnello Giuseppe Gostoli dall'aprile 1941.

### Ricostituzione
Lo stormo riprende vita il 1º giugno 1976 all'Aeroporto di Pratica di Mare con l'8º Gruppo di Volo e il 71º Gruppo Volo, venendo intitolato il 10 settembre 1985 alla memoria del Tenente Sergio Sartof (M.O.V.M), pilota dello stormo che perì in Africa settentrionale. Nel 1992, con l'arrivo di quattro Boeing 707 Tanker/Transport, il reparto partecipa alle successive missioni in Bosnia, Albania, Repubblica Democratica del Congo, Somalia, Timor Est, Kosovo, Afghanistan e Iraq.

Il 30 giugno 2000 il 71º Gruppo assorbe personale e velivoli del 303º Gruppo Autonomo.
Dal 2000 al 2014 prende parte alle operazioni in Afghanistan.

## Organizzazione
Il reparto di volo del 14º Stormo è composto dall'8º e dal 71º Gruppo, cui si affiancano il Gruppo Efficienza Aeromobili e il Centro Addestramento Equipaggi.
Lo Stormo conduce missioni di supporto nel settore del rifornimento in volo con i velivoli KC767A, e addestramento avanzato plurimotori e radiomisure con i velivoli Piaggio P180 Avanti.

### 8º Gruppo di Volo
L'8º Gruppo di Volo, dopo la dismissione dei Boeing 707 Tanker/Transport ha ricevuto a partire dal 2011 le nuove aerocisterne Boeing KC-767A.

### 71º Gruppo Volo
Attualmente il 71º Gruppo di Volo, con aerei Gulfstream G550 CAEW e Piaggio P180 Avanti, ha il compito di effettuare attività di guerra elettronica, ricognizioni e trasporto personale, inoltre i G550 CAEW hanno capacità di Airborne Early Warning and Control fornite dal sistema EL/W-2085, affiancandosi agli E3 Sentry della NATO; dismessi gli Alenia G.222 VS e TCM.

### Centro Addestramento Equipaggi
Il Centro, con l'acquisizione di un simulatore di missione, è il polo di riferimento per tutta l'Aeronautica Militare per l'addestramento degli equipaggi dei velivoli plurimotori.

### Gruppo Efficienza Aeromobili
Il Gruppo Efficienza Aeromobili dispone di tecnici e specialisti che ispezionano periodicamente i vari e diversi velivoli in dotazione allo stormo per garantirne il buon funzionamento.

Nasce il 30 giugno 2005 sempre a Pratica di Mare, ereditando le mansioni dei precedenti Centro Manutenzione e Gruppo Manutenzione Volo, quest'ultimo creato e assegnato al 14º Stormo il 1º giugno 1976.